# Кот-д’Армор
Кот-д’Армор (фр. Côtes-d’Armor, брет. Aodoù-an-Arvor, буквально «берег моря») — департамент на северо-западе Франции, один из департаментов региона Бретань. Порядковый номер — 22. Административный центр (префектура департамента) — Сен-Бриё. Население —  600 582 человека (42-е место среди департаментов, данные 2019 года).

## География
Департамент Кот-д’Армор является частью региона Бретань и граничит с департаментами Иль и Вилен на востоке, Морбиан на юге и Финистер на западе. Также на севере выходит на побережье Ла-Манша.
Площадь территории — 6 878 км². Департамент включает 4 округа (Генган, Динан, Ланьон и Сен-Бриё), 27 кантонов и 348 коммун.

## История
Кот-д’Армор — один из первых 83 департаментов, образованных во время Великой французской революции в марте 1790 г. Возник на территории бывшей провинции Бретань и включает почти всю территорию земель Сен-Бриё, большую часть исторического региона Трегор, восточную половину исторического региона Корнуай и северо-западную часть бывшей епархии Сен-Мало. До 1990 года назывался Кот-дю-Нор (Côtes-du-Nord).

## Экономика
Департамент является одним из ведущих французских сельскохозяйственных департаментов. Очень развито свиноводство; рынок в городе Плерен (пригород Сен-Брие) является основным регулятором курса свинины во Франции. Важное место занимают пищевая промышленность и рыболовство (7 торговых и 17 рыболовных портов), а также разработка залежей морских моллюсков, в том числе гребешков. В департаменте имеются два важных технологических центра: центр космических телекоммуникаций и новых технологий Anticipa в Трегоре рядом с Ланьоном и зоологический центр в Плуфрагане с 700 исследователями и техниками, проводящими исследования животных и биологический анализ. Хорошо развит туризм, в основном на побережье, где есть много дачных резиденций. Основным курортом является Перрос-Гирек, также известностью пользуются курорты Эрки, Пленеф-Валь-Андре, Требёрден, Трегастель, Биник и Сен-Ке-Портриё.

## Туризм
Основным туристическим богатством департамента является побережье Ла-Манша с разнообразными берегами и многочисленными песчаными пляжами между холмами или скалами (скалы в Плуа являются самыми высокими в Бретани), в том числе:
- Изумрудный берег (Côte d'Émeraude)
- Побережье Гоэло (Côte de Goëlo)
- Берег розового гранита (Côte de granit rose)

Берег розового гранита, как следует из названия, характеризуется исключительными цветными гранитными скалами (наиболее ярко представлены в окрестностях города Перрос-Гирек). Архипелаг Семь островов (Sept-Îles) является крупнейшим орнитологическим заповедником во Франции. На острове Бреа напротив Пемполя находится заповедник тропических растений под открытым небом.
Исторические и архитектурные достопримечательности представлены средневековыми городами (Динан, Монконтур), древними часовнями и замками (Розанбо, Ла-Рош-Жагю, Тонкедек и др.), несколькими аббатствами (аббатство Бопор, аббатство Нотр-Дам де Бон-Репо) и двумя соборами (Трегье и Сен-Бриё).
Зоопарк Трегомёр в 11 км от Сен-Бриё с территорией 3 гектара имеет более 2500 деревьев и 250 видов животных.

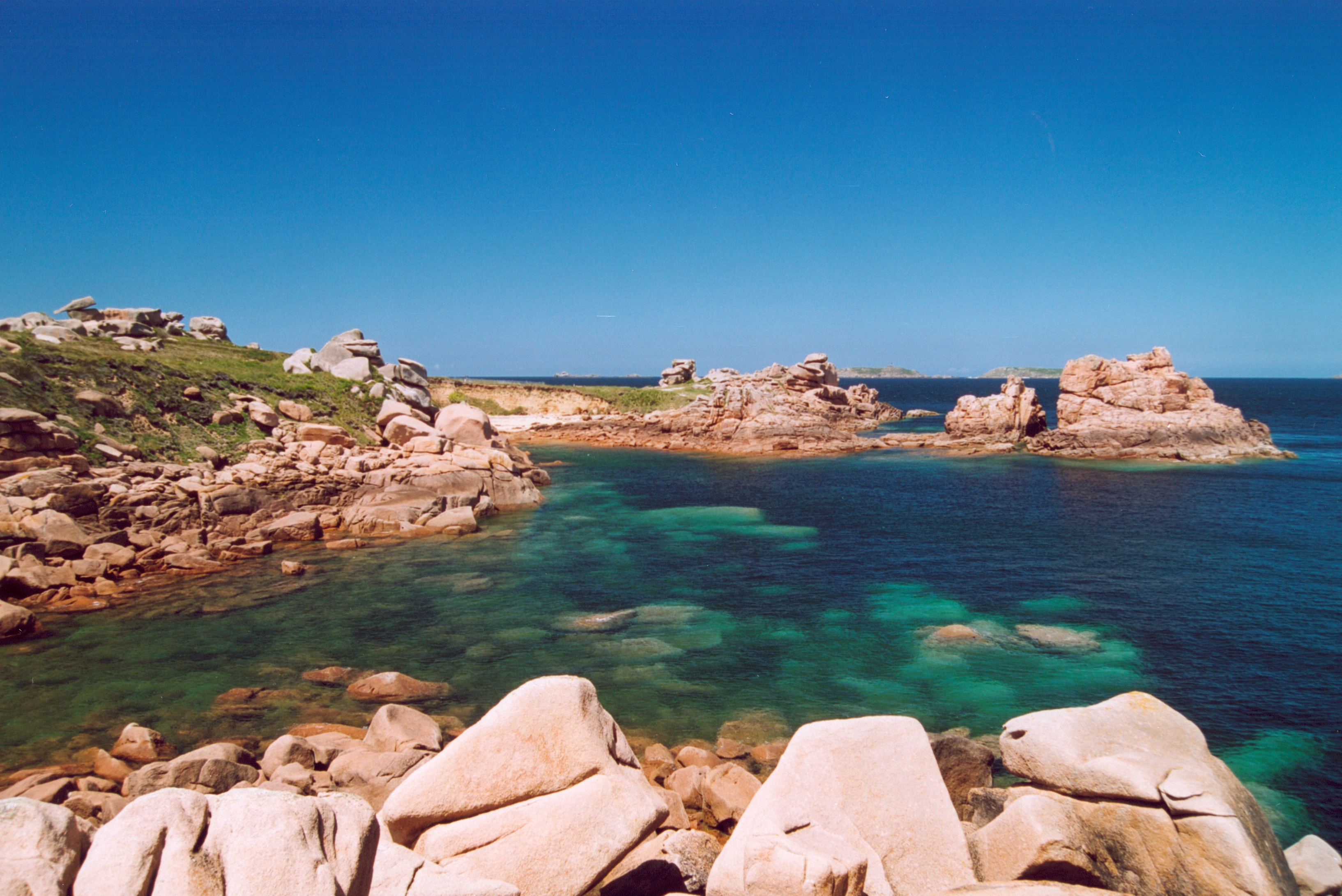
Берег Розового гранита
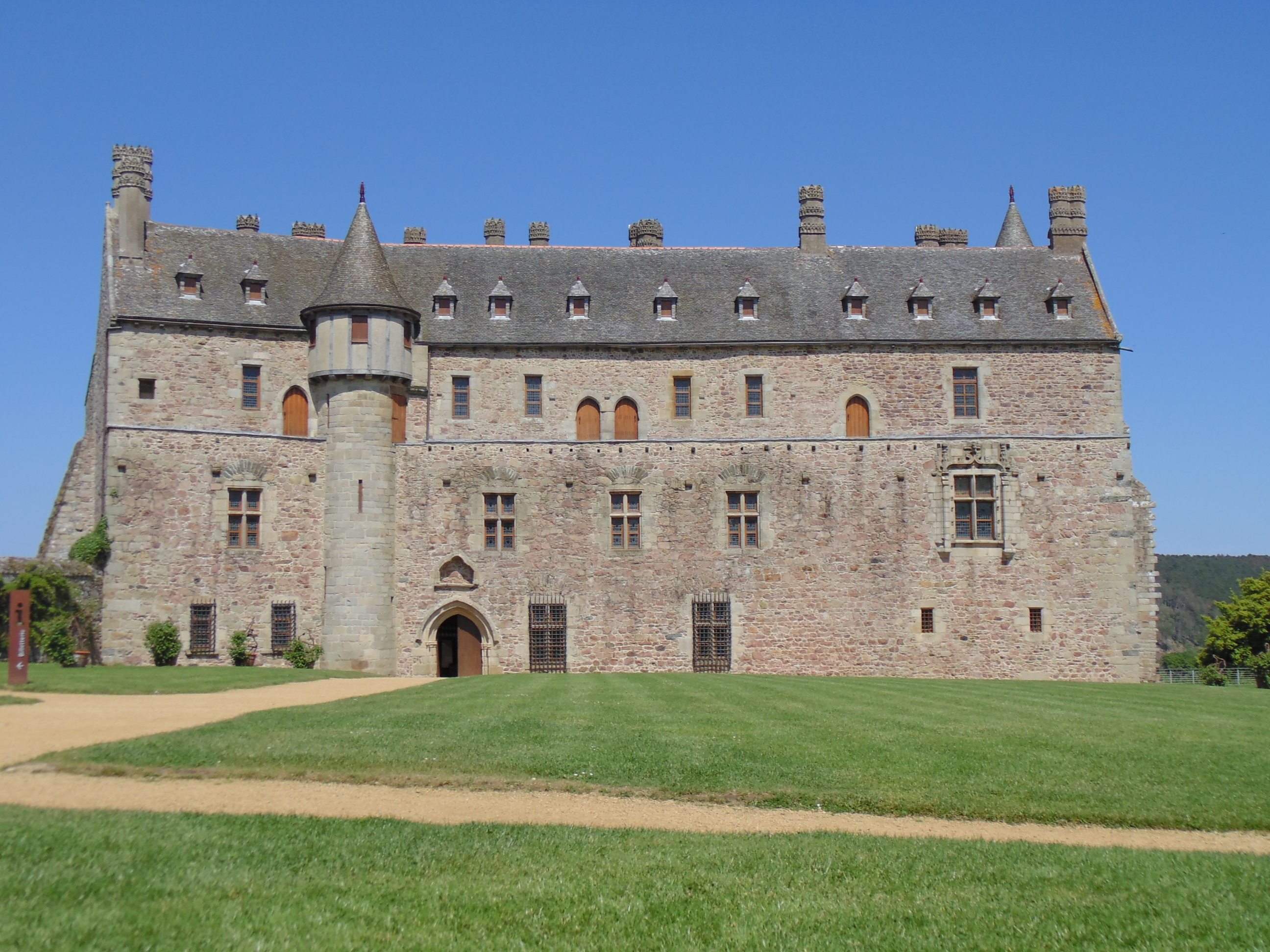
Замок Ла-Рош-Жагю
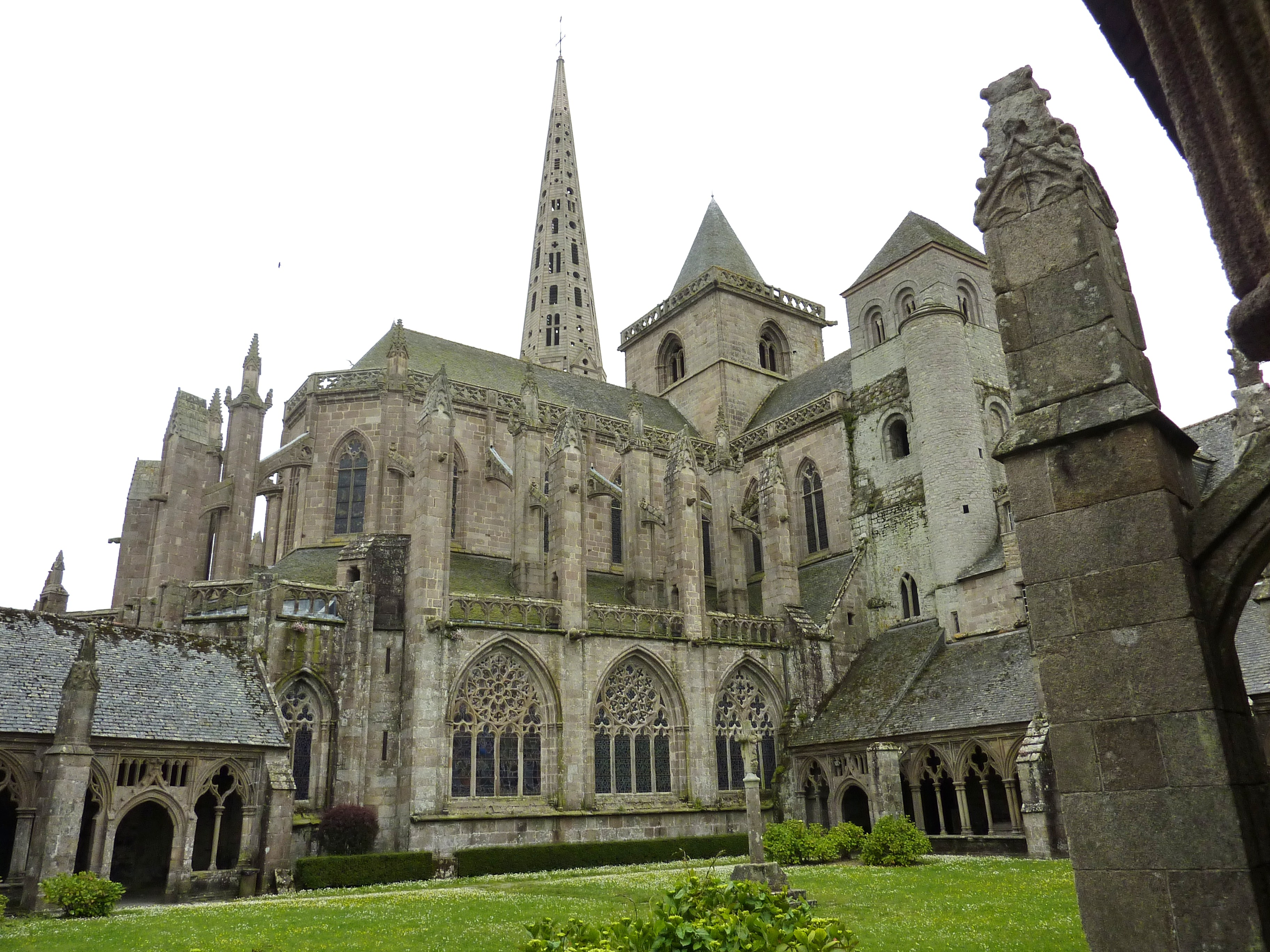
Кафедральный собор Святого Тудвала в Трегьё
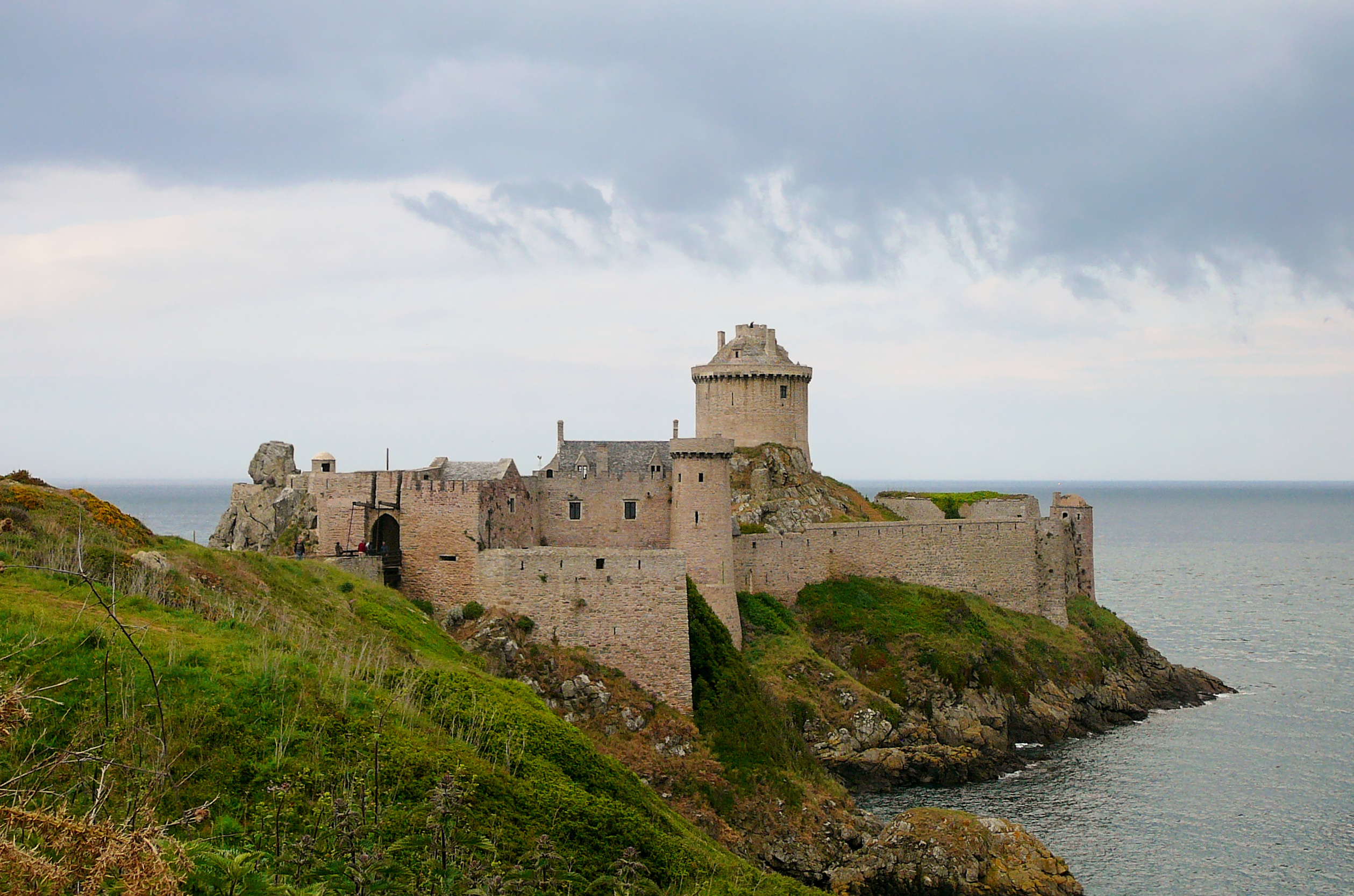
Форт Лат

## Политика
Результаты голосования жителей департамента на Президентских выборах 2022 г.:
1-й тур: Эмманюэль Макрон ("Вперёд, Республика!") — 31,02 %; Марин Ле Пен (Национальное объединение) — 21,79 %; Жан-Люк Меланшон («Непокорённая Франция») — 20,26 %;  Янник Жадо ("Европа Экология Зелёные") — 5,28 %; Прочие кандидаты — менее 5 %.
2-й тур: Эмманюэль Макрон — 62,90 % (в целом по стране — 58,55 %); Марин Ле Пен — 37,10 % (в целом по стране — 41,45 %).

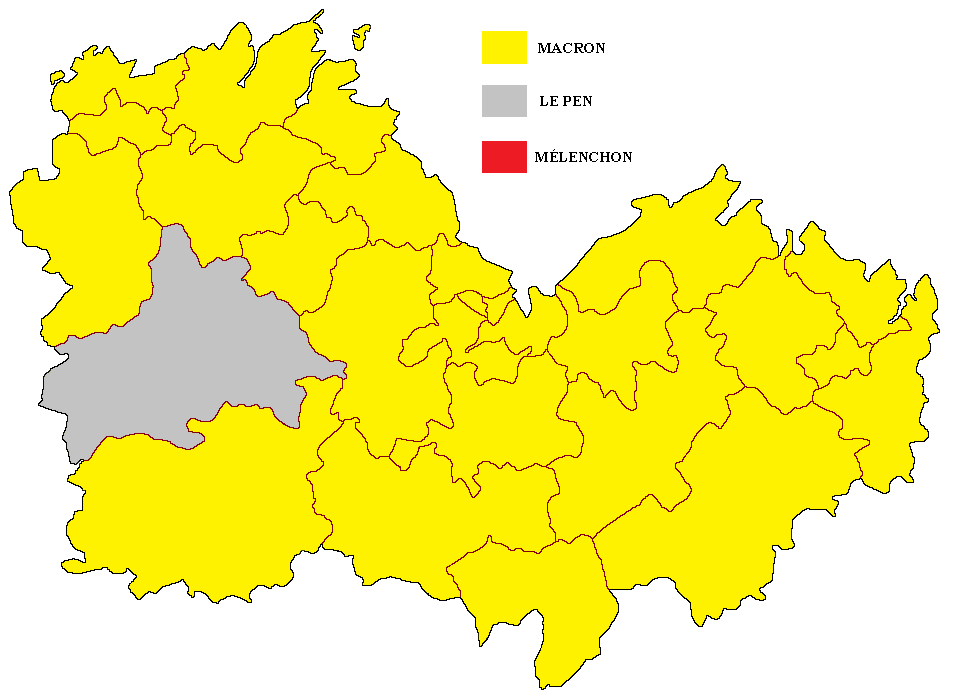
Президентские выборы 2022. Результаты 1 тура (по кантонам)
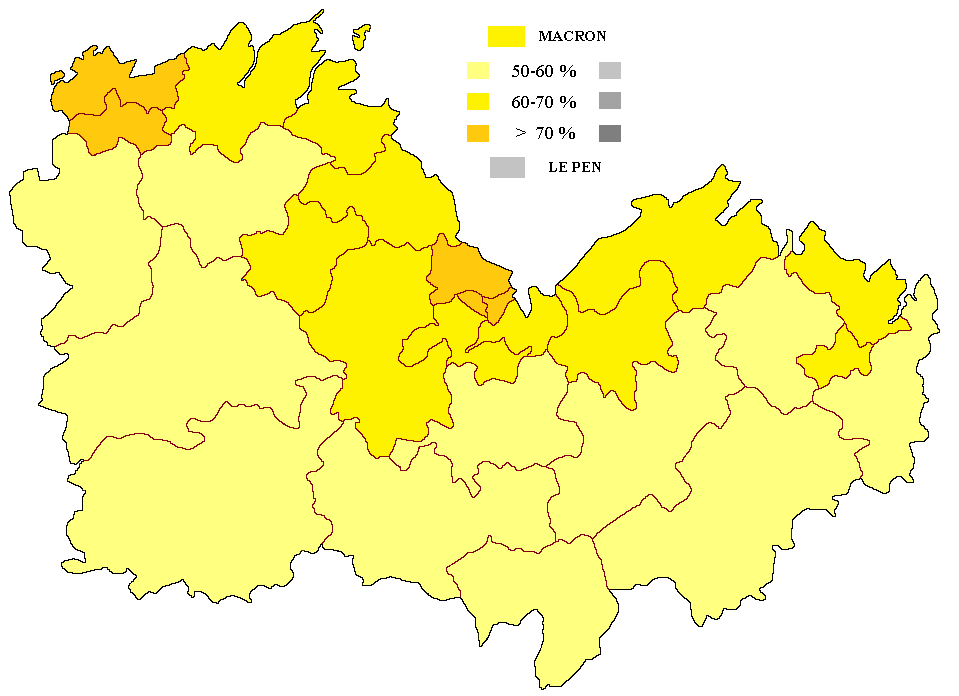
Президентские выборы 2022. Результаты 2 тура (по кантонам)
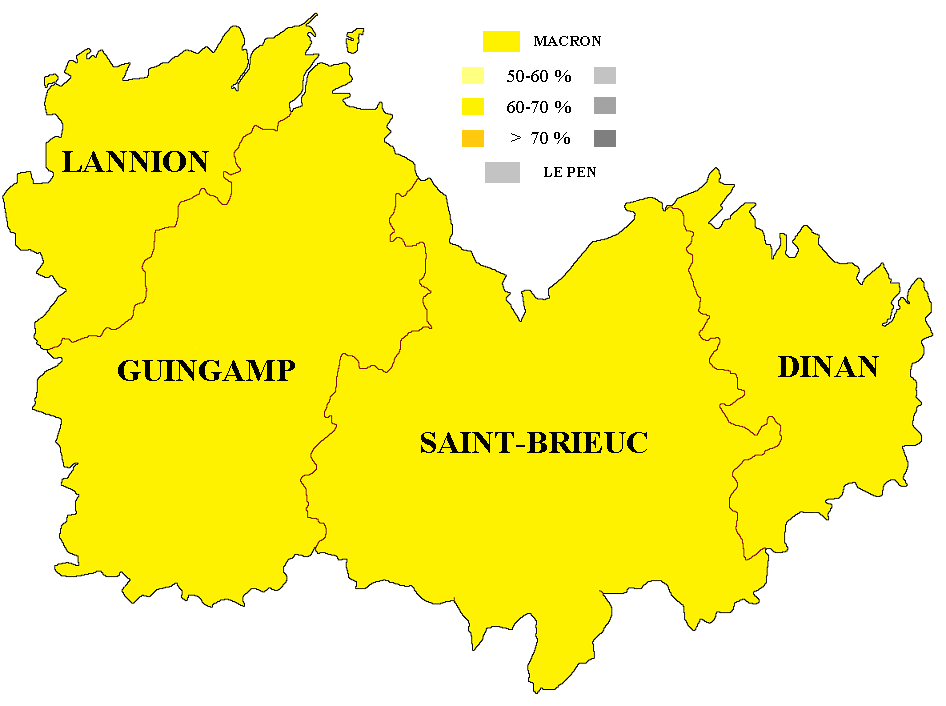
Президентские выборы 2022. Результаты 2 тура (по округам)

(2017 год — 1-й тур: Эмманюэль Макрон («Вперёд!») — 27,99 %; Жан-Люк Меланшон («Непокорённая Франция») — 20,27 %; Франсуа Фийон («Республиканцы») — 18,38 %; Марин Ле Пен (Национальный фронт) — 16,46 %; Бенуа Амон (Социалистическая партия) — 8,60 %. Прочие кандидаты — менее 5 %. 2-й тур: Эмманюэль Макрон — 73,47 % (в целом по стране — 66,10 %); Марин Ле Пен — 26,53 % (в целом по стране — 33,90 %)).
(2012 год — 1-й тур: Франсуа Олланд (Социалистическая партия) — 33,02 %; Николя Саркози (Союз за народное движение) — 23,86 %;   Марин Ле Пен (Национальный фронт) — 13,58 %; Жан-Люк Меланшон (Левый фронт) — 12,20 %; Франсуа Байру (Демократическое движение) — 10,60 %. Прочие кандидаты — менее 5 %. 2-й тур: Франсуа Олланд — 59,19 % (в целом по стране — 51,62 %); Николя Саркози — 40,81 % (в целом по стране — 48,38 %)).
(2007 год — 1-й тур: Сеголен Руаяль (Социалистическая партия) — 30,05 %; Николя Саркози (Союз за народное движение) — 25,80 %;  Франсуа Байру (Союз за французскую демократию) — 21,08 %; Жан-Мари Ле Пен (Национальный фронт) — 7,39 %; Оливье Безансно (Революционная коммунистическая лига) — 5,07 %. Прочие кандидаты — менее 5 %. 2-й тур: Сеголен Руаяль — 55,53 % (в целом по стране — 46,94) %; Николя Саркози — 44,47 % (в целом по стране — 53,06 %)).
В результате выборов в Национальное собрание в 2022 г. 5 мандатов от департамента Кот-д’Армор распределились следующим образом: «Вперед, Республика!» — 2, «Демократическое движение» — 1, «Республиканцы» — 1, ««Непокорённая Франция»» — 1. (2017 год — 5 мандатов: «Вперед, Республика!» — 3, «Демократическое движение» — 1, «Республиканцы» — 1. 2012 год — 5 мандатов: СП — 3, СНД — 1, Разные левые — 1. 2007 год — 5 мандатов: СП — 4, СНД — 1).
На региональных выборах 2021 года во 2-м туре победил «левый блок» во главе с действующим президентом Регионального совета Бретани Лоиком Шене-Жираром, получивший 30,66 % голосов,  второе место получил «правый блок» во главе с Изабель ле Калленнек — 23,52 %, третье место заняли «зелёные» во главе с Клер Демаре-Пуарье с 17,51 % голосов, четвертыми были «центристы» во главе с Тьерри Бюрло ― 16,82 %, пятым Национальное объединение во главе с Жилем Пеннелем — 13,06 %. (2015 год: «левый блок» ― 49,87 %, «правый блок» — 32,10 %, Национальный фронт — 18,02 %).

## Совет департамента
После выборов 2021 года большинством в Совете департамента обладают левые партии. Президент Совета департамента — Кристиан Коай (Социалистическая партия).
Состав Совета департамента (2021—2028):
|                        | Партия                        | Кол-во мест            | +/- (к 2015 г.)        |
| Большинство (38 мест): | Большинство (38 мест):        | Большинство (38 мест): | Большинство (38 мест): |
| ---------------------- | ----------------------------- | ---------------------- | ---------------------- |
|                        | Разные левые                  | 17                     | +15                    |
|                        | Социалистическая партия       | 16                     | +3                     |
|                        | Европа Экология Зелёные       | 3                      | +3                     |
|                        | Коммунистическая партия       | 2                      | -3                     |
| Оппозиция: (16 мест)   |                               |                        |                        |
|                        | Разные правые                 | 8                      | -7                     |
|                        | Республиканцы                 | 5                      | -5                     |
|                        | Союз демократов и независимых | 3                      | -4                     |